# Župnija Biljana
Župnija Biljana je rimskokatoliška teritorialna župnija Dekanije Nova Gorica v škofiji Koper.
Leta 2017 so se Župniji Biljana pridružile župnije Kozana (Podružnica sv. Hieronima), Medana (Podružnica Marijinega vnebovzetja), Šmartno (Podružnica sv. Martina), Vedrijan (Podružnica sv. Vida) in Vipolže (Podružnica sv. Egidija). 

## Sakralni objekti
|  | Slika | Cerkev                              | Kraj / naselje |
|  | ----- | ----------------------------------- | -------------- |
|  |       | cerkev sv. Mihaela župnijska cerkev | Biljana        |

Od 1. januarja 2018  :
|  | Slika | Cerkev                                | Kraj / naselje |
|  | ----- | ------------------------------------- | -------------- |
|  |       | cerkev sv. Martina podružnična cerkev | Šmartno        |